# Milansko Vojvodstvo
Milansko Vojvodstvo je bila država u sjevernoj Italiji od 1394. do 1797. Pokrivala je područje Lombardije, uključujući gradove Milano i Pavia. Parma je također činila dio nje dok se nije odvojila u 16. stoljeću.